# Милан Стојадиновић
Милан Стојадиновић (Чачак, 4. август 1888 — Буенос Ајрес, 24. октобар 1961) био је српски политичар, дипломирани правник, доктор економских наука и професор универзитета. Био је министар финансија у три наврата, министар спољних послова и председник Владе Краљевине Југославије као и председник Југословенске радикалне заједнице.
Рођен је 1888. године у Чачку, од оца Михаила, судије и адвоката и мајке Милице рођене Павловић. Гимназију (1906) и студије права је завршио у Београду 1910. године, а усавршавао се три године у Немачкој, Француској и Уједињеном Краљевству. Као писар у Министарству финансија Краљевине Србије није подлегао војној обавези. Четири године Првог светског рата 1914-1918. провео је поред председника Николе Пашића, на Крфу и у Паризу. Из иностранства се вратио у нову краљевину, као генерални директор Државног рачуноводства у Министарству финансија. Убрзо након положеног доктората права, постаје са 32 године професор финансијских наука на Београдском универзитету. Већ 1919. године напушта државну службу и као "човек од поверења британског финансијског капитала" постаје директор Енглеске трговачке банке. На тој дужности остаје до 1922. године када улази у политички живот, као министар у влади Николе Пашића.
Био је министар финансија у три наврата (1922—1924, 1924-1925 и 1934-1935). Активан је био у Народној радикалној странци као члан Главног одбора. Кнез Павле му је дао мандат за формирање владе. Југословенску радикалну заједницу основао је 1935. године и у њу су ушли припадници његове бивше странке, Југословенска народна странка, Словенска људска странка Антона Корошеца и Југословенска муслиманска организација Мехмеда Спахе. Ова странка била је изразито десничарских опредељења. Стојадиновић је водио политику приближавања силама Осовине. За време премијерског мандата потписао је споразум о пријатељству са Француском и пакт о ненападању са Италијом, покушавајући да у време пред Други светски рат сачува безбедност Југославије.
Стојадиновићева влада покушала је да потпише конкордат са Ватиканом 1937. године. То је изазвало жестоке протесте Српске православне цркве, па је потписивање споразума пропало. Стојадиновић је ипак успео да победи на следећим изборима. Кнез Павле га је сменио 1939. јер није успео да реши хрватско питање. На захтев Британаца Стојадиновић је прогнан из земље и интерниран на острво Маурицијус, где је провео Други светски рат. После рата му је био забрањен повратак у земљу, па је Стојадиновић остатак живота провео у Аргентини и другим јужноамеричким државама.
Југословенска комунистичка власт је остварила договор са њим са циљем да се Стојадиновић приближи усташком вођи Анти Павелићу, потврди да се и он налази у Аргентији и компромитује га пред хрватском емиграцијом, док би заузврат пустила Стојадиновићевог брата из затвора. Његово приближавање Павелићу било је делимично успешно, а заједно са њим је 1954. године потписао споразум са планом поделе Југославије, који је изазвао негативне реакције у хрватској и српскоj емиграцији.

## Биографија
Преко оца који је је био судија у Чачку, породица Стојадиновић ушла је први пут у редове интелигенције што је знатно одредило ток васпитања и образовања младог Милана: основна школа, месна гимназија, домаћи универзитет. Према положају оца одређена је и врста студија: права. Породица се због очевог посла преселила у Београд 1904. године. Ту је млађи Стојадиновић завршио гимназију. У младости је симпатисао Српску социјалдемократску партију. Ипак, касније је закључио да је национално ослобођење од Османског царства и Аустроугарске важније од класне борбе, па је ступио у Пашићеву Народну радикалну странку.
У лето 1906. Стојадиновић је послат у Аустроугарску да учи немачки језик као награду за успешан завршетак гимназије. Ту је потпао под утицај југословенских покрета и постао је присталица југословенског јединства. Живот студента права Стојадиновића био би га можда одвео уобичајеним путем са универзитета у једну добру адвокатску канцеларију или државну службу, да тадашњи министар финансија Стојан Протић није био упозорен на нарочиту обдареност младог правника за финансијску политику. Последица тога била је да је добио државну стипендију за иностранство, са којом је школске године 1910—1911. провео један семестар у Минхену, а 1911. летњи семестар у Берлину практично у главном пруском рачуноводству у Потсдаму и сакупио податке за своју докторску тезу о немачком буџету, са којом је идуће године био промовисан код доцнијег министра иностраних послова Нинчића за др. права. Докторат права отворио му је пут у вишу државну службу. Али Стојадиновић је желео да најпре прошири своје познавање Европе: 1912. отишао је у Париз, где је као хоспитант радио у Министарству финансија, а 1913 у Лондон. После тога постао је писар Министарства финансија у Београду.
Стојадиновићева стручност као економисте је постала очигледна током Балканских ратова 1912-1913. и Првог светског рата када је почео да ради у министарству финансија. Након повлачења српска војске кроз Албанију током зиме 1915. Стојадиновић се повукао са српском владом на грчко острво Крф. Тамо је остао од 1916. до 1918. и истакао се као финансијски стручњак који је помогао да се стабилизује српски динар.
Стојадиновић је своју будућу супругу Аугусту упознао док је боравио на Крфу. Пар се настанио у Београду после рата. Стојадиновић је 1919. постављен за генералног директора Државног рачуноводства новоосноване Краљевине Срба, Хрвата и Словенаца, али је поднео оставку због сукоба са владом премијера Љубомира Давидовића и његове Демократске странке. Постављен је за директора локалног огранка Енглеске трговачке банке, где је остао до 1922. Истовремено је предавао привредне и финансијске науке на Универзитету у Београду од 1920. до 1921. али је брзо одустао од академске каријере.. Био је и уредник финансијског дела „Политике”.

## Политичка каријера
Стојадиновић је постао министар финансија 1922. са само 34 године. Никола Пашић му је поверио задатак да стабилизује југословенску монету. Стабилизација и јачање динара била је прво Стојадиновићево дело и од њега се његово име прочуло у најширим круговима. У француским финансијским круговима је постао познат као једини министар финансија у балканским државама који током три године свог мандата није тражио зајам у иностранству. Да би остварио равнотежу буџета, без додатног задуживања у иностранству, Стојадиновић је прибегавао увођењу нових пореских обавеза, што је изазивало отпор не само опозиционих већ и владиних народних посланика. Ипак успео је да оствари први југословенски буџет без дефицита у току буџетске 1924/25. године. Почео је да пише за београдску Политику и недељник на енглеском језику Економист. Стојадиновић је смењен са положаја министра финансија 1926. године. Већ у то доба пратио га је глас великог корупционаша и коцкара, који има мали број искрених пријатеља. Остао је упамћен као превртљива и неискрена особа, али изузетно способан министар финансија. После министарског мандата, изабран је за директора Јадранско-Подунавске банке.
После проглашења краљеве диктатуре, придружио се радикалском крилу које се супротставило давању диктаторских овлашћења краљу Александру. Био је један од радикала који се на почетку нису отворено противили новом режиму, већ препоручивали за одређену врсту послова. Отворено иступа против шестојануарског режима и у корист враћања на стварни парламентарни режим, после доношења Септембарског устава 1931. године. Као представник радикалске опозиције, био је један од потписника писма тзв. "Три Милана" којим су фебруара 1932. радикали, демократе и земљорадници тражили доследно спровођење парламентарне владавине, искрено и трајно споразумевање Срба, Хрвата и Словенаца и обнову организације политичких странака. Као изасланик Аце Станојевића и Милоша Трифуновића учествовао је у разговорима за формирање опозиционог блока три српске политичке странке. Милан Стојадиновић је био један од посредника у преговорима српске опозиције са Сељачко-демократском коалицијом током 1933. године. Полиција је извршила лични претрес Стојадиновића, његове канцеларије у Српском бродарском друштву и његове виле, због сумње да је штампао летке опозиционе садржине, априла 1933. године. Учествовао је и у покушају да се озваничи поновно формирање странке под називом Југословенска народна радикална странка, августа 1933, свестан да су њихови симпатизери очекивали од руководства да се почне са организованим радом против режима. Средином 1934, Милан Стојадиновић је био један од посредника у разговорима вођеним између краља Александра и руководстава опозиционих странака у преговорима о формирању владе политичких представника Срба, Хрвата, Словенаца и муслимана. У једној мисији, коју му је поверио краљ Александар, Стојадиновић је отишао у САД. Кад се вратио ступио је у управне одборе неколико предузећа и постао председник Београдске берзе.
У децембру 1934, после атентата на краља Александра у Марсељу, а по жељи кнеза-намесника Павла Милан Стојадиновић је позван у владу Богољуба Јевтића, која је представљена као влада "нових људи". Стојадиновић је позван као финансијски стручњак и један од најактивнијих представника дотадашње српске опозиције. Потом је именован за сенатора, 8. јануара 1935. године. Кратко време после парламентарних избора од 16. маја 1935, који су показали опасан расцеп у Југославији јер је влада Богољуба Јевтића добила већину гласова али су у земљи постојала два фронта. У једном фронту скупили су се Хрвати, већина Словенаца, босански муслимани, као и велики део Срба. Претила је опасност, да ће се, ако буде настављена Јевтићева политика, настале супротности још продубити и проузроковати катастрофалне потресе у државном животу. Такав положај био је тим опаснији, што се земља још није опоравила од трагедије коју је претрпела трагичном смрћу краља Александра у Марсељу, 9. октобра 1934. године.

### Стојадиновићева влада
У ситуацији новог заоштравања после петомајских избора, кнез Павле Карађорђевић, делујући из позадине, изазвао пад Јевтићеве владе и мандат за састав нове доделио Милану Стојадиновићу. Стојадиновићев долазак на чело Владе, 24. јуна 1935. године, значио је да је у Београду превагнуо британски утицај. Познати финансијски стручњак био је директор филијала два британска концерна у Краљевини Југославији. 

#### Привреда
Стојадиновић је био први премијер са модерном економском визијом, решен да унутрашњу и спољњу политику стави у службу економије. Спроводио је политику јавних радова, градио је пруге у брдским пределима, нове путеве, поправљао и проширивао луке, изграђивао обалоутврде и канале и за те радове запослио око 150.000 људи, док је ситним и средњим сељацима укинуо добар део дугова и тако повећао њихову куповну моћ. Посебно се занимао за напредак индустрије. Захваљујући, између осталог, и његовом настојању, отворена је рафинерија бакра у Бору, рафинерија олова у Трепчи и алуминијума крај Шибеника. За његове владе подигнуто је укупно 111 нових фабрика и основано сто нових индустријских предузећа, у 92% случајева са домаћим капиталом. Изграђене су нове електричне централе и нови далеководи. Основу тешке индустрије чинили су државни рудници железа у Љубији и Варешу, топионица и ливница у Варешу и железара у Зеници, све и обједињено у оквиру предузећа „Југострој“. Тада се почело са стварањем авиоиндустрије у Земуну и аутоиндустрије у Раковици, отворена је фабрика сумпорне киселине „Зорка“ у Шапцу, а произведена је и прва домаћа локомотива „Сава“. Његова влада је такође иницирала и доношење шестогодишњег привредног плана (1938—1944), првог таквог у историји Србије и Југославије. Ипак, и поред стварног привредног напретка, Србија је у четрдесете године ушла као још увек слабо индустријализована земља.

#### Политика
Када је Стојадиновић преузео место председника владе, унутрашња ситуација Југославије већ је означавала тенденције ка једној значајној политичкој промени. Ослањајући се на кнеза Павла, Милан Стојадиновић се посветио пре свега двома изузетно тешким задацима, а то је коренита измена југословенске унутрашње и спољне политике. Језгро Стојадиновићеве владе чинили су припадници Главног одбора Народне радикалне странке, Словеначке народне странке и ЈМО - која је убрзо после петомајских избора напустила опозициони табор. Стојадиновић је увидео, да земљу треба сместа довести до смирења. Зато је привукао у владу представнике Словенаца и босанских Муслимана као и присталице старе србијанске Радикалне странке, која је још увек престављала најјачу странку у Србији. У Декларацији владе 4. јула 1935. године Стојадиновић је, дистанцирајући се од Јевтића и његове владе, оспорио било чији монопол на југословенски идеал: "Аманет који је оставио покојни Витешки краљ Александар Први Ујединитељ да чувамо Југославију велики је Аманет, али тај Аманет није остављен на чување једној влади или једној политичкој групи. Тај Аманет остављен је целом југословенском народу." Влада Стојадиновић - Корошец - Спахо пошла је од тога да ће краљев аманет најбоље сачувати ако буде ишла путем смиривања и стишавања политичких заоштрености. У Хрватској започео је да проводи политику попуштања и најширег споразумевања да и онде дође што пре до смирења. Стојадиновић је показао намеру да прими у владу и представнике Хрвата, али му није успело да спроведе ту замисао, јер су Хрвати одмах захтевали ревизију октроисаног устава, што кнез Павле није био спреман да одобри, због отпора који би то изазвало код Срба, мада је и сам мислио да је постојећи устав недемократски.

### Југословенска радикална заједница
Без намере да у скорије време иде на скупштинске изборе, Стојадиновићева влада се изјаснила за сарадњу са „Јевтићевом скупштином“. Већ на првим седницама те скупштине формирала се Јевтићева мањина и Стојадиновићева већина. Већина посланика који су свој избор дуговали више извршној власти него народу, окренула се новом шефу власти. Поред владајуће већине у Скупштини, Стојадиновић је приступио формирању странке, која је требало да створи утисак о већини и у народу.
Нова странка добила је име Југословенска радикална заједница, а по скраћеници ЈРЗ одомаћило јој се име Јереза као нека врста надимка. Састављен је програм и статут странке, прикупљен потребан број потписа и 19. августа 1935. свечано поднета пријава Министарству унутрашњих послова. ЈРЗ је настала обједињавањем остатака три старе, пре шестојануарске странке. Та странка је вратила у оптицај идеју троименог народа. У њеном програму стајало је да "поштовање трију имена нашега народа - Србин, Хрват и Словенац и њихове равноправности, поштовање традиције, јер ће се на тај начин развијати међусобно поверење." Хрватска сељачка странка и стране дипломате имали су утисак да је ЈРЗ основана са циљем да се постави политички обруч око Хрвата, односно да се изолује ХСС. Ипак, изгледа вероватније да су и Стојадиновић и кнез Павле у ЈРЗ видели средство да се Мачек натера на компромис. У току организовања Јерезе, Стојадиновић је Словенију, односно Дравску бановину, препустио Корошецу као њеном фактичком господару. Мехмеду Спаху препустио је надмоћну улогу у крајевима садашње Босне и Херцеговине, чиме је од себе одбио већину тамошњих Срба.
ЈРЗ је истиснула из политичког живота Југословенску националну странку, ослабљену после Марсељског атентата на краља Александра. Стојадиновић и ЈРЗ су себе сматрали легитимним наследницима Николе Пашића и Народне радикалне странке из његовог периода и тако неутралисали Пашићеве наследнике Ацу Станојевића и Милоша Трифуновића који су остали у опозицији.

### Спољна политика
Односи са Италијом и са двема државама Римских протокола, Аустријом и Мађарском, били су веома затегнути; Немачка је водила агитацију код немачких мањина у Југославији и српских организација. У Хрватској није престајало једно хронично врење са сталним нередима и немирима који су постајали забрињавајући. Католички епископат отворено се жалио на гоњење католика. Комунистичка пропаганда проузроковала је праву пустош. Осећало се да недостаје рука шефа, време пунолетства младог краља Петра II било је још удаљено. Будућност Југославије није изгледала насмејана. Не треба заборавити да 1935. осовина Берлин-Рим није још постојала ни у зачетку, и да је Бенито Мусолини охрабривао аустријске легитимисте, тако да би једна рестаурација Хабзбурговаца у Бечу или Будимпешти изазвала отцепљивање Хрватске, а вероватно и Словеније, док би Италија фаворизовала овај развој, а Бугарска чекала свој час да се баци на традиционалног српског непријатеља. Најзад, привредна криза је била на врхунцу. Земљораднички производи били су изложени невероватном паду цена, док су трговина и индустрија Југославије биле запале у тешку ситуацију, а банкама је претила пропаст. Монета је изгубила равнотежу.
Убрзо после погибије краља Александра дошло је до промене у француској спољној политици која је изазвала промене и у југословенској. Француска, која се пред опасношћу од Немачке приближила Италији, није хтела да чује да се Италија окривљује за Марсејски атентат. У јесен 1935, италијански напад на Абисинију изменио је из основа односе међу великим силама и међународни положај Југославије. Новембра 1935. године, Друштво народа реаговало је увођењем санкција против Италије. Што се тиче Југославије, забрана трговине с Италијом, која је била њен главни партнер, довела је до продора Немачке. Свестан да за економским везивањем следи политичко, кнез Павле и Стојадиновић су од Енглеза тражили да повећају трговину с Југославијом. Добили су одговор да у Уједињеном Краљевству важи правило да трговци купују где желе. Адолф Хитлер је у марту 1936. године ушао с војском у Рајнску област која је по Версајском споразуму била демилитаризована, тампон зона између Немачке, Француске и Белгије. Било је питање времена када ће доћи на ред Аншлус и Чехословачка. Француска је изгледала слабо да брани себе, а камоли друге. Пошто се мислило да је Француска спремна да Југославију жртвује Италији, Стојадиновићева политика се још више окренула према Немачкој. Реализам југословенског премијера схватио је брзо да удаљена Француска, која је преживљавала Блумово искуство, не може и неће да пружа финансијску помоћ. Немачка је поред тога имала одлучујућег удела у побољшању југословенске привредне кризе. Берлин је откупио жетву од земљорадника и уступио кредит банкама и творницама, снабдевајући оружјем и ратним потребама Југославију, као и локомотивама и вагонима. Мала Антанта била је жртва једне озбиљне кризе, француско-југословенски савез био је поколебан због марсељског атентата и верзија о немарности француских власти у вези са овим. У новој међународној ситуацији, Југославија, а са њом и Румунија, одвајале су се од Француске и Мале Антанте. У септембру 1936. године, оне су одбиле Бенешов предлог да се задатак Мале Антанте прошири на одбрану не само од Мађарске, него од било чијег напада. Стојадиновић је ишао путем Велике Британије која је, после скидања санкција Италији јуна 1936, повела политику приближавања Мусолинију и Хитлеру. На седници Скупштине Друштва народа одржаној септембра 1936. премијер Стојадиновић изабран је за једног од шест потпредседника Скупштине Друштва народа а највише подршке је дошло од Француске и Велике Британије.  На подстицај из Лондона и Берлина, Стојадиновић је почетком 1937. године склопио с Бугарском уговор о „искреном и вечном пријатељству“, којим се ова одрекла претензија на Македонију, Цариброд и Босилеград. Убрзо по склапању британско-италијанског споразума 25. марта, и између Југославије и Италије склопљен је споразум о пријатељству. Гроф Ћано је потписао са Стојадиновићем уговор који је личио на један политичко-војни савез. Из овога је произашао један став Мађарске и Бугарске према суседној Југославији. Једино је Аустрија остала незадовољна. Пред улазак немачких трупа у Аустрију, Хитлер је добио Мусолинијев пристанак. У југословенским владајућим круговима одраније се мислило да је Аншлус мање зло од рестаурације Хабзбурга. Зближење између Немачке и Краљевине Југославије парализирало је у исто време опасност од Хабзбурговаца, заједничка стрепња била је од рестаурације у Аустрији или Мађарској. Већ у јуну 1938. године на ред је дошла Чехословачка. За Стојадиновићеву Владу било је најважније да Мађарска не нападне Чехословачку, пошто би то и за Југославију као чланицу Мале Антанте било поражавајуће. У јеку напетости поводом Судета, Мусолини је 19. септембра, накратко посетио југословенску територију, поздравио југословенску заставу и трупе са "помоз Бог јунаци". То је значило да ће Италија и Југославија у предстојећем сукобу око Чехословачке остати неутралне. У Београд је 24. септембра, из Рима стигла вест да ће Мађарска мировати.

### Конкордатска криза
Кнез Павле и надбискуп Бауер водили су разговор о мерама за сређивање односа између римокатоличке цркве и државе, Бауер је тражио да се распусте масонске ложе и закључи конкордат. Кнез Павле је обећао да ће католичкој цркви у већој мери изаћи у сусрет. Први потези Стојадиновићеве владе ишли су у том правцу. По Стојадиновићевом налогу, министар правде Људевит Ауер, католик из Сиска је пре поласка за Рим посетио Патријарха Варнаву Росића. Текст конкордата био је достављен српском патријарху. Министар Ауер је потписао конкордат у Риму 25. јула 1935. године. О потписивању конкордата Стојадиновићева влада и Ватикан издали су своја саопштења. У саопштењу Стојадиновићеве владе изнето је да ће се конкордатом спровести „Уставом код нас усвојена, равноправност католицизма са осталим признатим конфесијама." Посебно је наведено да се Света Столица обавезала да ће поштовати југословенске државне интересе приликом попуњавања црквених положаја, нарочито оних најважнијих. Ватиканско саопштење садржало је више детаља. Ни југословенска, ни ватиканска страна није текст конкордата ставила на увид јавности. Потписивање конкордата прошло је без реакције у југословенској јавности. У међувремену, копија конкордата извађена је из фиоке патријарха Варнаве, вероватно подстакнут од неког из опозиције. Конкордат, који је чекао на ратификацију у парламенту, лежао је у Стојадиновићевој фиоци петнаест месеци. Пошто је почетком новембра 1936. Намесништво издало указ којим је овластило председника Владе да конкордат упути Народној скупштини, реаговао је Архијерејски сабор. Почетком децембра влади је упућен меморандум са поруком да Српска црква не може да пристане на такву одлуку. Тек од марта 1937. године у Народном представништву борба око Конкордата се распламсала, неколико месеци пре него што је његова ратификација стављена на дневни ред. Од пролећа 1937. свештенство и опозиција, ослањајући се на опозиционе говоре у Скупштини, развили су тако жестоку кампању против Владе да се створила свеопшта психоза смртне опасности за српско православље. Стојадиновић је покушавао да парира кампањи која се захуктавала. Пред Светим синодом у Патријаршији изнео је све разлоге којима су његови претходници били руковођени по питању конкордата. Наводећи да је конкордат дело краља Александра и да Намесништво жели његову ратификацију, он је напомињао да је и Никола Пашић закључио конкордат.
Гледајући како се око Српске цркве скупљају сви противници режима, и они који нису имали појма шта садржи конкордат, и они који су заборавили када су последњи пут ушли у цркву, Стојадиновић је питање конкордата схватио као питање угледа шефа владе. Игром случаја, како је нарастала конкордатска криза, стање здравља патријарха Варнаве се погоршавало. У једном тренутку пронет је глас да је отрован. За 19. јул, када је била заказана седница Скупштине о конкордату, било је заказано и молетествије за оздрављење оболелог патријарха. Замишљена „као велика манифестација у борби против конкордата“, литија је кренула у Кнез Михаилову улицу. У Кнез Михаловој настала је туча и рвање грађана са полицајцима и жандармима. Интервенција полиције је била брутална, али су повреде учесника литије преувеличаване. Политичка борба око конкордата се наставила. Кнезу Павлу је упућен меморандум Светог синода у коме се тражило да одмах Краљевска влада др Милана Стојадиновића поднесе оставку и да се конкордат скине са дневног реда. Стојадиновић није хтео да одустане од ратификације конкордата. Притисци на посланике да не гласају за конкордат вршени су са разних страна - од цркве, опозиционара и масона.
Увече, 23. јула, конкордат је у Народној скупштини изгласан са 166 гласова, уз 129 против. Требало је да буде изгласан у Сенату, у коме је влада лошије стајала, али исто вече, Стојадиновић је пред посланицима ЈРЗ објавио да ће се неко време сачекати са изношењем Конкордата пред Сенат. При крају дана, у коме је у доњем дому изгласан конкордат, умро је патријарх Варнава. Свим члановима владе, осим генерала Марића, било је забрањено да присуствују сахрани. После гласања у Скупштини 1. августа Свети архијерејски синод једногласно је донео одлуку о екскомуникацији министара и посланика православне вере, који су гласали за конкордат и искључени су из цркве. Стојадиновић је тражио да се укине екскомуникација. После Владиног одрицања од конкордата и црква је попустила у свом ставу према екскомуникацији. На спољнополитичком плану, Стојадиновић је конкордатом хтео да потврди своје пријатељске везе са италијанском владом. Али и италијанска влада, бринући се да конкордатска криза не доведе до Стојадиновићевог пада, почела се хладити према конкордату. Пошто су обе стране у спору попустиле, у фебруару 1938. године за новог патријарха изабран је Гаврило Дожић. На тај избор утицао је Стојадиновић. Црногорски митрополит био је његов пријатељ још од двадесетих година када је као радикалски посланик ишао по Црној Гори.

## Пут до пада Стојадиновићеве владе
Средином 1938. године, Британија је отпочела акцију за еманципацију Балкана од Немачке, одмах се отворило питање докле ће пробритански кнез-намесник толерисати Стојадиновића и његову политику пријатељске неутралности према Италији и Немачкој. Промена југословенске спољне политике могла се извршити само променом унутрашње политике. Британски став који је био и Павлов, гласио је по Вотстону: "Све док се не реши хрватско питање, Југославија неће бити у стању да игра улогу у међународној политици, ни да помогне пријатељима, ни да импресионира непријатеља“. Стојадиновић је имао супротан став. Налазећи се у добрим односима са Мусолинијем и Хитлером, Стојадиновић није сматрао да треба чинити било какве уступке Хрватима. Његова политика споразумевања са двојицом диктатора, који су дрмали судбином Европе, везивале су руке Мачеку. За њега и његове емисаре врата немачких и италијанских дипломатских канцеларија била су до даљег затворена. Од јесени 1938. године, Британија је учестала са саветима и захтевима да се реши хрватско питање, кнез Павле је тај проблем узео у своје руке. Са порастом британског интересовања за хрватско питање, пред Павлом је настао проблем звани Стојадиновић.

### Децембарски избори
Стојадиновића није било лако сменити. Сигуран у своју снагу, сам Стојадиновић је, септембра 1938. године, предложио да се не чека април 1939. него да се избори одрже 11. децембра 1938. године. Рачунао је да ће добити два милиона гласова. Павле је прихватио Стојадиновићев предлог о изборима, али не зато што је веровао у Стојадиновићев успех, него зато што је поверовао у Мачекову прогнозу. У јуну 1938, Мачек је прогнозирао да ће Стојадиновић на предстојећим изборима горе проћи од Јевтића на претходним, и то „у Србији“. Средином августа, на позив Удружене опозиције, парирајући Стојадиновићевој кампањи по Далмацији, Мачек је дошао у Београд и на митингу пред око 50.000 људи одржао говор. Током интензивне предизборне кампање, уз обилато коришћење штампе, радија и филма, Стојадиновић је држао два-три говора недељно прилагођавајући их свакој средини понаособ. На децембарским изборима, владиној листи припало је 306 посланичких мандата, а опозицији 67. С обзиром на изборни закон који је фаворизовао листу са највећим бројем гласова. Стојадиновић је добио 300.000 гласова више него Мачек. Пред децембарске изборе, Павле је ишао у Лондон да би са британским министром утаначио преоријентацију југословенске унутрашње и спољне политике. Дани Стојадиновићевог вођства били су већ тада одбројани.

### Тајни споразум Стојадиновића и Грофа Ћана
Председник Владе Стојадиновић је примио министра спољних послова Италије Ћана на државном добру Беље у Барањи. Главни предмет разговора биле су територијалне поделе на Балкану и италијанска намера да окупира Албанију. После Хитлеровог Аншлуса, Мусолинију је био потребан његов аншлус. Ћано је убеђивао Стојадиновића у корист које би Југославија имала од тог чина. Ћано и Стојадиновић разматрали су још крупније опције. Крупни план односио се на рачун државног интегритета односно на хрватско питање. Стојадиновић се обавезао да напусти све западне крајеве, а Ћано да Италија помогне проглашење Велике Србије. Италија би добила Горски котар и јадранску обалу од Сушака јужно од Сплита, и заузврат остали део Југославије призна као Велику Србију. Радило се о идеји краља Александра Првог о ампутацији Хрватске. Стојадиновић је Хрвате препустио италијанском утицају. Стојадиновић се суочио са чињеницом да Версајска Европа више не постоји, а самим тим престале су да важе наметнуте одлуке великих сила после Првог светског рата и да су наступили нови међународни односи у Европи као што су осовина Рим - Берлин. Стојадиновић је сматрао да српски народ губи енергију у Југославији, држави која је створена под притисцима Француске и Британије. Стојадиновић се још јануара 1937. године уверио да Југославија нема будућност. Тада се први и последњи пут састао с Мачеком. Стојадиновић приликом тог сусрета није нашао ни једну додирну тачку с Мачеком. О Стојадиновићевим разговорима са Ћаном кнез Павле је одмах обавестио Британце, а ови су му препоручили да га смени.
Нову владу, са „специјалном мисијом“ решавања хрватског питања, образовао је Драгиша Цветковић. Да би Немце и Италијане уверили да Стојадиновићев пад не значи промену спољне политике Југославије, на место министра иностраних послова постављен је Александар Цинцар-Марковић, дотадашњи посланик у Берлину. За Немце, Стојадиновић је био једини човек који је заслуживао њихово поверење.
Стојадиновић је остао на челу ЈРЗ до јула 1939, када је искључен из странке, заједно са својим "пријатељима", након поднесене интерпелације против Цветковићеве владе, као и после "протурања алармантних вести" поводом текућих преговора са Хрватима.

## Српска радикална странка
Пошто Стојадиновићу и Ћану није успело територијално прекрајање Балкана, нове границе на територији Југославије су успостављене након преговора председника владе Цветковића и вође Хрватске сељачке странке Мачека, који су уз британски подстицај створили Бановину Хрватску. Споразум Цветковић-Мачек је донет 26. августа 1939. године. У фебруару 1940. године, Стојадиновић је основао Српску радикалну странку, у чијем програму је квалификовао споразум као државни удар, којим је "не само од хрватских, већ и од чисто српских крајева створена држава Хрвата. Она је названа Бановина, не у смислу дотадање административне јединице, већ у државно-правном смислу, као наставак некадашње полусамосталне хрватске државе са територијалним проширењем као никада дотле у историји." Не одричући се идеје југословенства, СРС је као свој непосредан циљ поставила "уједињење свих Срба." Стојадиновићеви радикали су се изјаснили против споразума од 26. августа због тога што се његовом границом Србија лишила читаве морске обале изузев тешко приступачног дела од Бока которске до Бојане. У програму СРС тражио се повратак на стање од пре 26. августа и пошто се омеђују националне територије треба да се уједине све српске области и крајеви.

## Интернација и изгнанство
Милан Стојадиновић је интерниран из Београда 18. априла 1940. након наводног проналаска "компромитујућег материјала". До марта 1941. држан је у Руднику, Карану и Илиџи.
На седници Крунског савета 6. марта 1941. године одлучивало се о приступању Краљевине Југославије Тројном пакту. У страху да Хитлер не издејствује повратак на владу Стојадиновића, као проосовинског човека, на Крунском савету је тада решено да се бивши председник владе - који се већ једанаест месеци налазио у интернацији - преда Британцима „на чување“. Противно изричитој уставној одредби да „ниједан грађанин не може бити изгнан из државе“, Стојадиновић је 18. марта изгнан на грчку територију а затим предат Енглезима. На Маурицијус је искрцан 14. априла. Стојадиновић је 1948. године стигао у Аргентину, настанивши се у Буенос Ајресу.
По доласку у Аргентину је започео контакте са разним структурама, укључујући представнике нове југословенске власти, са циљем постизања уступака попут ослобађања свог брата из затвора и запошљавања сестре. Иако је јавно заузимао про-југословенски став, његови текстови и активности указивали су на двоструку игру.
Југославији су били потребни докази да се Анте Павелић, вођа Усташа и починилац геноцида над Србима у НДХ, крије у Аргентини. Због тога је одлучено да се успостави сарадња и направи тајни договор са Стојадиновићем. За ту сврху је из Југославије специјално послат у Аргентину на тајни састанак са Стојадиновићем начелник СИД-а (Служба за информације и документацију Министарства спољних послова ФНРЈ) Бошко Видаковић. Тајни састанак је одржан 20. августа 1952. године у Буенос Ајресу. У документима УДБ-е наведено је да је Стојадиновић, иако укључен у разговоре, остао дистанциран и опрезан, не желећи да се обавеже.
У плановима УДБ-е било је предвиђено да Стојадиновић користи своје везе за прикупљање информација о Павелићу и усташама у Аргентини. Његово приближавање Павелићу било је делимично успешно, с обзиром на то да је познавао људе из Павелићеве околине и имао приступ информацијама о деловању усташке емиграције. Међутим, иако је био консултован и износио ставове против Павелића, сматрајући га злочинцем и крвожедним вођом, није постигао веће конкретне резултате у компромитовању Павелића или значајнијем утицају на његову мрежу.
Крајем 1954. године потписао је са Павелићем споразум о разбијању и подели Федеративне Народне Републике Југославије (ФНРЈ) на три независне државе: Словенију, Хрватску и Србију. Овај нови српско-хрватски споразум требало је да замени застарели Споразум Цветковић-Мачек из 1939. године, којим је успостављена Бановина Хрватска.
Евентуални споразум је једини начин да се коначно стане на крај међусобном уништавању … Јер Срби и Хрвати су стотинама година живели у посебним државама и увек у најбољем пријатељству, те сам сигуран да ћемо опет бити упућени једни на друге и помагати се у одбрани заједничких интереса.— Милан Стојадиновић
Споразум Павелић-Стојадиновић је произвео жестоке негативне реакције од стране хрватске емиграције уз осипање усташког покрета, али и српске емиграције и комунистичког режима у Југославији.
Стојадиновић је умро у својој кући 1961. године.